# آشپزی آنگولایی
آشپزی آنگولایی غذاهای بسیار محبوبی در بین اتباع و خارجی‌ها دارد، از جمله آنها می‌توان به فونگی (که از کاساوا یا آرد ذرت تهیه می‌شود)، مافت (ماهی کبابی، موز، سیب زمینی شیرین، کاساوا و گاری)، کالولو، مرغ مومبه، کیساکا و سوربه بائوباب اشاره کرد.

## تاریخچه
آشپزی آنگولا در شکل مدرن خود ترکیبی از مواد اولیه و تکنیک‌های پخت بومی آفریقایی و تأثیرات و مواد اولیه پرتغالی است که از دیگر مستعمرات پرتغال مانند برزیل به این کشور آورده شده‌اند.

## مواد اولیه
مواد اولیه اصلی شامل لوبیا، برنج، گوشت خوک و مرغ، انواع سس و سبزیجاتی مانند گوجه‌فرنگی و پیاز است. ادویه‌جاتی مانند سیر نیز به‌طور مکرر استفاده می‌شوند. فونگ، نوعی فرنی که با کاساوا تهیه می‌شود، یکی از غذاهای اصلی است.
تأثیرات زیادی از غذای پرتغالی وجود دارد، مانند استفاده از روغن زیتون. پری‌پری یک سس تند محلی است.

## غذاها

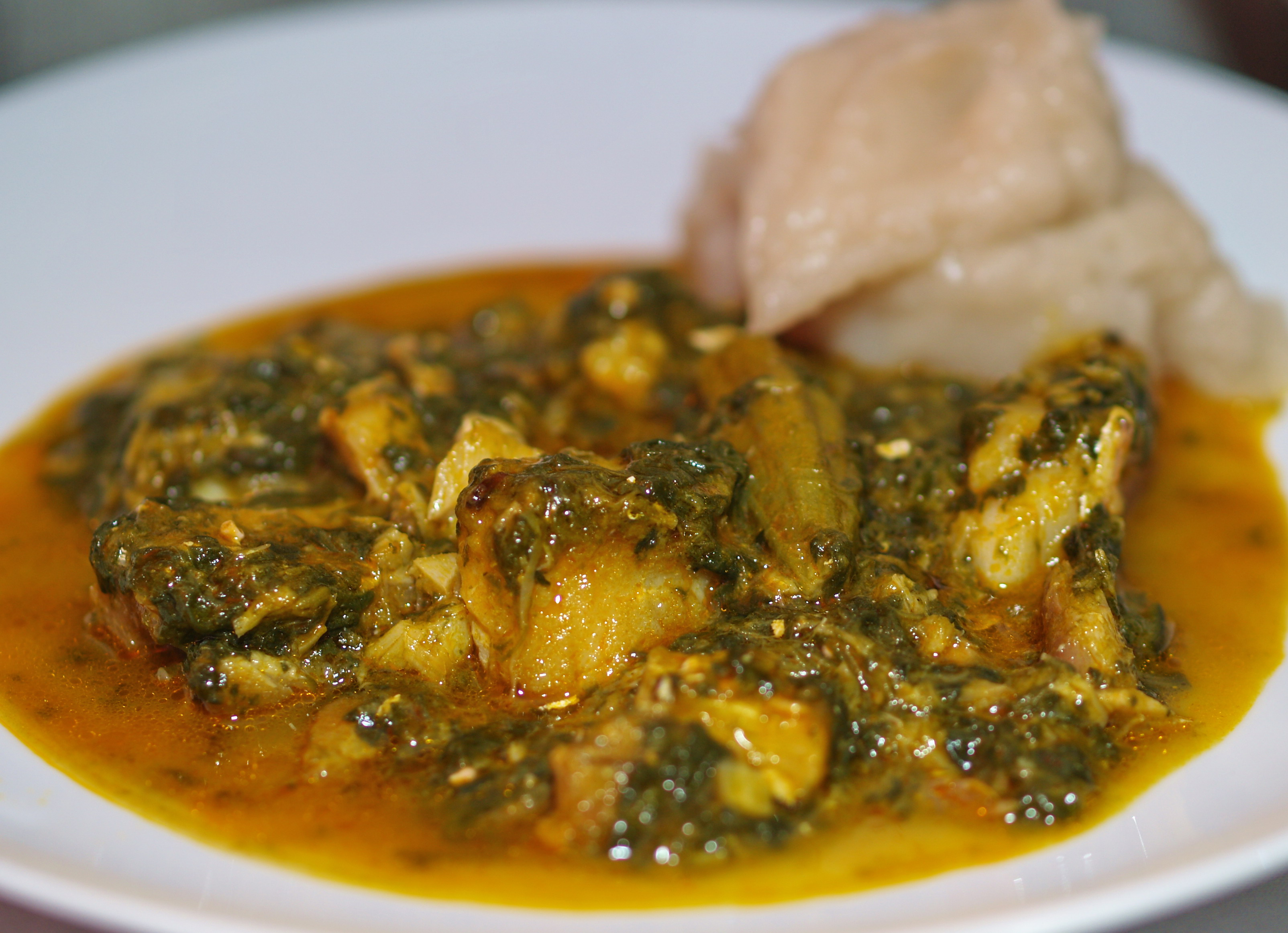
ماهی کالولو، یک غذای معمولی از آنگولا و سائوتومه و پرنسیپ

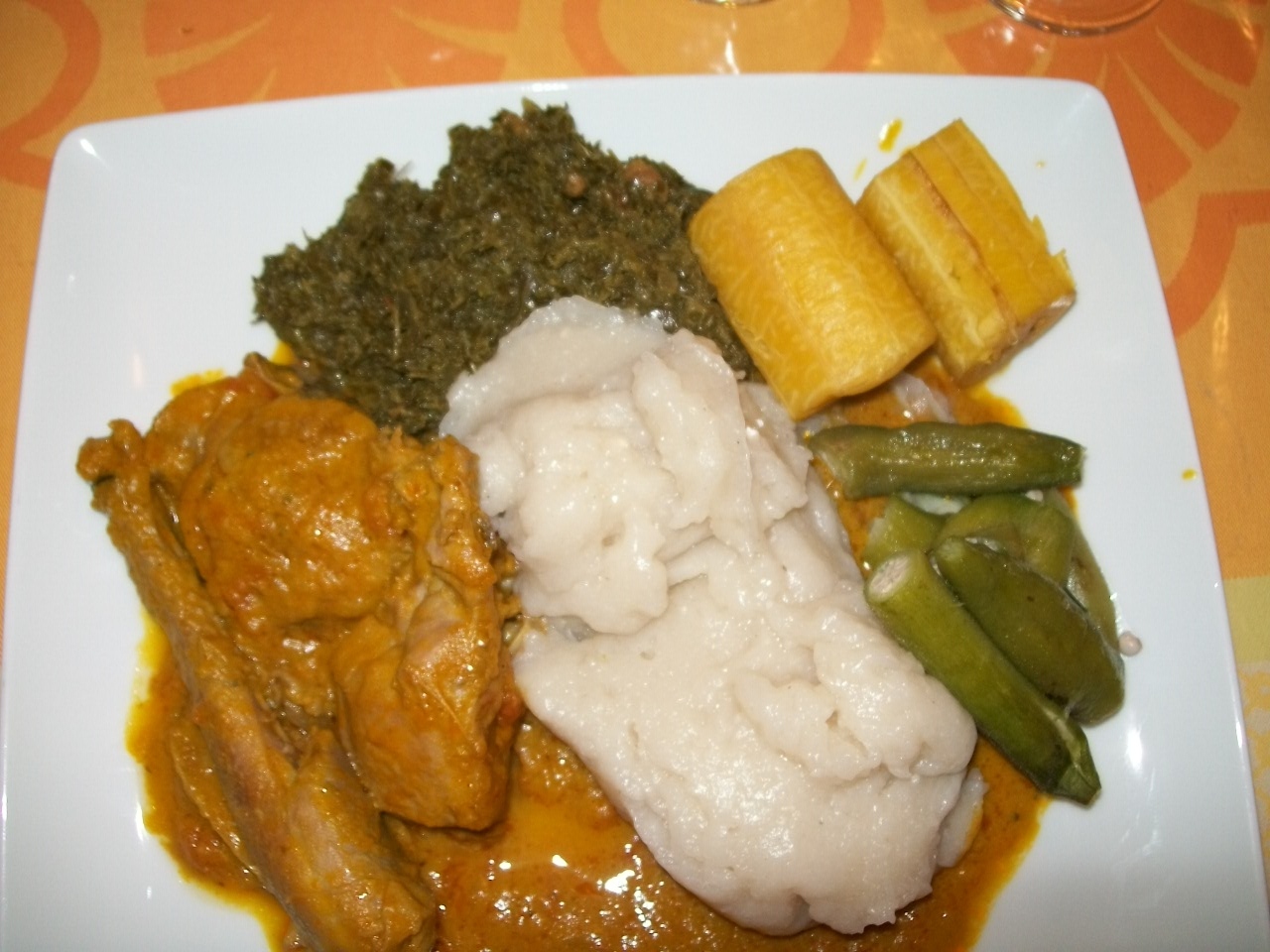
Moamba de galinha، غذای سنتی لواندا - روغن نخل، فرنی آرد کاساوا، بامیه، موز، اسفناج وحشی

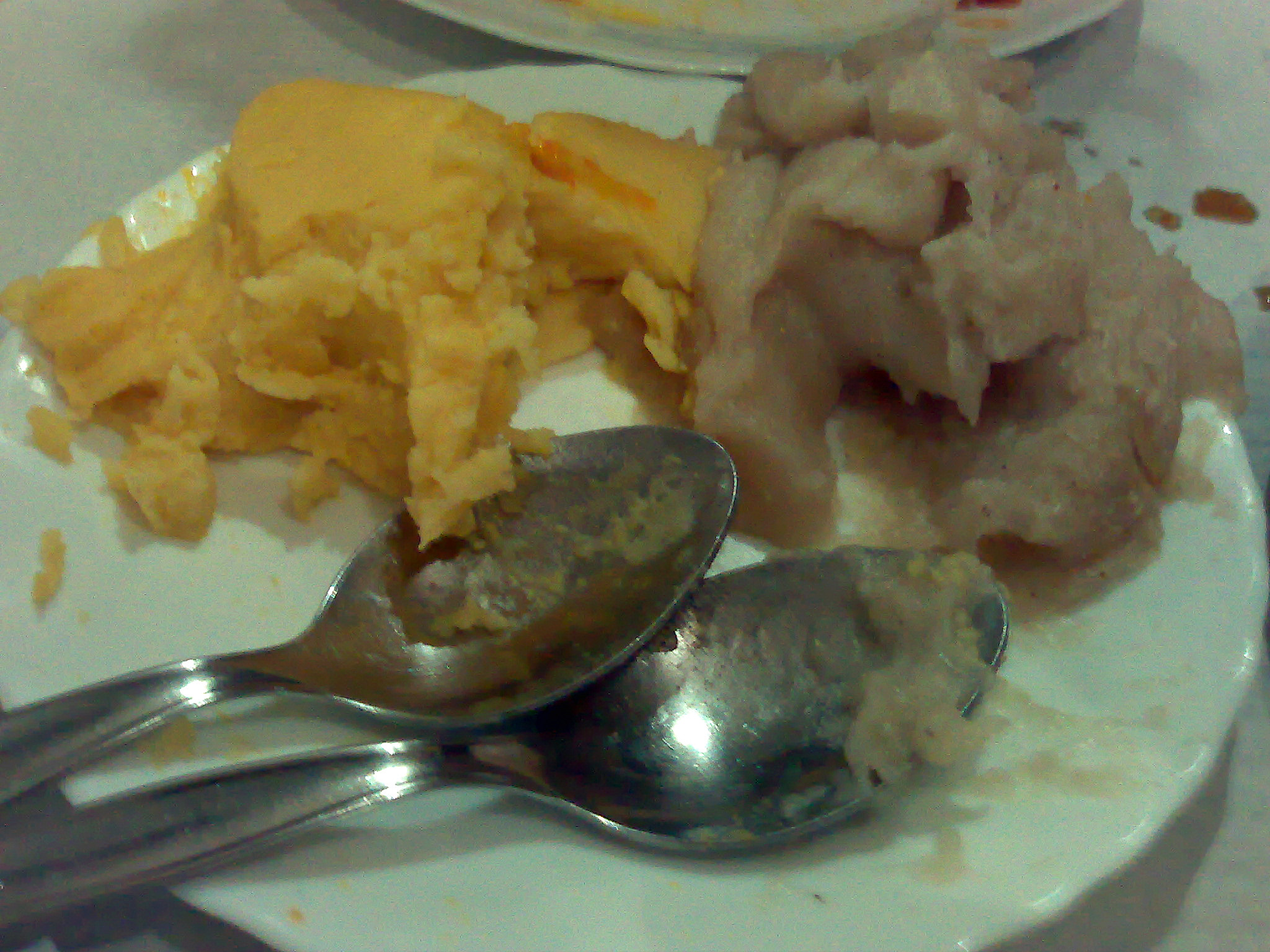
ذرت (سمت چپ) و قارچ کاساوا (راست)، یک مخلفات معمولی در آنگولا

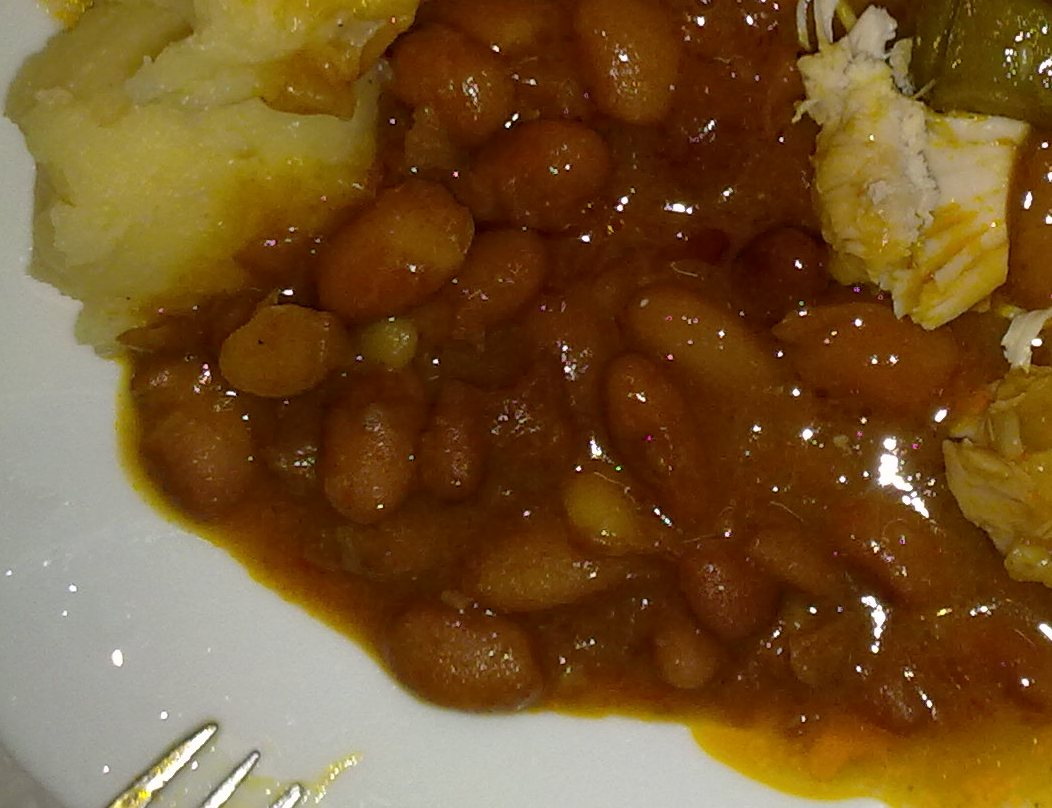
Feijão de óleo de palma - لوبیا با روغن نخل، یک غذای سنتی آنگولا

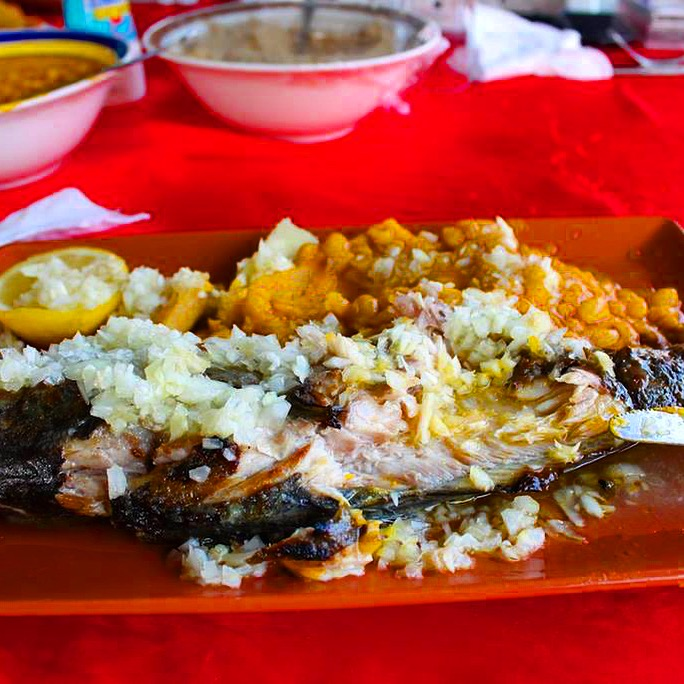
غذای مافت از آنگولا

فونگی غذاهای بسیار رایجی هستند و در خانواده‌های فقیر اغلب در هر وعده غذایی مصرف می‌شوند. این غذا معمولاً با ماهی، گوشت خوک، مرغ یا لوبیا خورده می‌شود. فونگی د بومبو، که بیشتر در شمال آنگولا رایج است، نوعی خمیر یا فرنی از کاساوا (که به آن مانیوک یا یوکا نیز گفته می‌شود) است که از آرد کاساوا تهیه می‌شود. این غذا دارای قوام ژلاتینی و رنگ خاکستری است. پیران، که رنگ زرد دارد و مشابه پولنتا است، از آرد ذرت تهیه می‌شود و بیشتر در جنوب آنگولا رایج است. فوبا ([fuˈβa]) اصطلاحی است که برای آردی که برای تهیه فونگ و پیران استفاده می‌شود به کار می‌رود و همچنین برای تهیه آنگو، پولنتای برزیلی، نیز استفاده می‌شود. هر دو غذا به عنوان غذاهای بی‌مزه اما سیرکننده توصیف می‌شوند و معمولاً با سس‌ها و آبمیوه‌ها یا با گین‌دونگو، یک چاشنی تند، خورده می‌شوند.
موامبا د گالینیا (یا موامبای مرغ) مرغی است که با خمیر خرما، بامیه، سیر و سس روغن نخل قرمز تهیه می‌شود و معمولاً با برنج و فونگی سرو می‌شود. هم فونگی و هم موامبا د گالینیا به عنوان غذای ملی این کشور شناخته شده‌اند. یک نوع دستور متفاوت از موامبا د گالینیا، موامبا د جینگوبا، به جای خمیر نخل از جینگوبا (سس بادام‌زمینی) استفاده می‌کند.

### لیست غذاها
سایر غذاهای رایج در غذاهای آنگولا عبارتند از:
- آرُز (برنج) شامل غذاهایی مانند آرُز د ایلا (برنج با مرغ یا ماهی)، آرُز د گارُوپا د ایلا (برنج با گروپر)، و آرُز د ماریسکو (برنج سفید با غذاهای دریایی، معمولاً میگو، ماهی مرکب، ماهی سفید یا خرچنگ) است.[۴]
- کابیدلا، غذایی که در خون پخته می‌شود و با برنج و فونگی سرو می‌شود. معمولاً مرغ (گالینیا د کابیدلا، گالینیا آ کابیدلا)، که با سرکه، گوجه‌فرنگی، پیاز و سیر سرو می‌شود. این غذا همچنین به آشپزی برزیلی اضافه شده است.[۴]
- کالدیرادا د کابریتو، خورشت گوشت بز که با برنج سرو می‌شود و غذایی سنتی برای روز استقلال آنگولا، در ۱۱ نوامبر است.[۴]
- خورشت‌های ماهی، از جمله کالدیرادا د پیچ، که با «هر چیزی که در دسترس است» تهیه شده و با برنج سرو می‌شود و موزونگه، که از ماهی‌های خشک و تازه تهیه می‌شود و با روغن نخل، سیب‌زمینی شیرین، پیاز، گوجه‌فرنگی، اسفناج و ادویه‌جات پخته شده و با برنج، اسفناج، فونگی و فاروفا سرو می‌شود؛ برخی از آنگولایی‌ها معتقدند که این خورشت درمانی برای سر درد است، اگر قبل از شروع سردرد خورده شود.[۴]
- کالولو، ماهی خشک با سبزیجات، معمولاً پیاز، گوجه‌فرنگی، بامیه، سیب‌زمینی شیرین، سیر، روغن نخل و برگ‌های گیمبوا (مشابه اسفناج)؛ معمولاً با برنج، فونگی، لوبیا با روغن نخل و فاروفا سرو می‌شود.[۴]
- کارورو، خورشت میگو و بامیه، با منشأ برزیلی.[۷]
- کاتاتو، کرم سرخ شده با سیر، که با برنج سرو می‌شود؛ ویژه اویگه[۴]
- چیکوانگا، نانی که از آرد مانیوک تهیه می‌شود و در برگ‌های موز پیچیده می‌شود؛ یک غذای ویژه در شمال شرق آنگولا.[۴]
- ککادا آمارلا، پودینگ نارگیل زرد که با شکر، نارگیل رنده شده، زرده تخم‌مرغ و دارچین آسیاب شده تهیه می‌شود، یک دسر در هر دو کشور موزامبیک و آنگولا.[۸][۹] این دسر بسیار متفاوت از آنچه در برزیل به عنوان ککادا شناخته می‌شود، است.
- دوسه د جینگوبا، آب‌نبات بادام‌زمینی.[۴]
- فاروفا، برنج و لوبیا با آرد مانیوک تفت داده شده در بالا؛ غذایی با منشأ برزیلی که در آنگولا رایج است.[۴]
- فیجان د اویو د پالم یا دندم، لوبیا، پیاز و سیر که در روغن نخل پخته می‌شود؛ معمولاً با ماهی، موز و فاروفا سرو می‌شود.[۴]
- فرانگو (گریل شده) پیری‌پیری، بومی آنگولا و موزامبیک، همچنین یک مستعمره سابق پرتغالی؛ مرغ گریل شده در ماریناد بسیار تند از فلفل پیری‌پیری و گاهی نیز فلفل‌های خرد شده، نمک و آب‌لیمو یا لیمو.[۱۰][۱۱]
- گافانوتوس د پالمیرا، ملخ تفت داده شده از درخت نخل، یک غذای. یژه در اویگه؛ معمولاً با فونگی سرو می‌شود.[۴]
- گین‌دونگو، یک چاشنی تند که از فلفل تند، سیر، پیاز و گاهی برندی تهیه می‌شود؛ برخی از آنگولایی‌ها معتقدند که این چاشنی افزایش‌دهنده میل جنسی است.[۴]
- جینگویگا، سیراب شیردان و خون بز، ویژه در مالانژه، معمولاً با برنج و فونگی سرو می‌شود.[۴]
- کیفولا، گوشت وحشی که با ملخ‌های تفت داده شده و پخته شده از درخت نخل سرو می‌شود، یک غذای ویژه در اویگه، با فونگی سرو می‌شود.[۴]
- کیشوتو رومبو، بز کبابی با سیر و آب‌لیمو، که با برنج و سیب‌زمینی سرخ‌کرده سرو می‌شود.[۴]
- کیتابا یا کویتابا، یک خمیر بادام‌زمینی ترد که با فلفل تند طعم‌دار شده است.[۴]
- کیتتاس، صدف، معمولاً در سس شراب سفید پخته شده و با نان سرو می‌شود.[۴]
- کیزاکا، برگ‌های گیاه مانیوک، مشابه اسفناج و معمولاً با جینگوبا (بادام‌زمینی) و خرد شده و طعم‌دار شده تهیه می‌شود؛ کیزاکا با ماهی، کیزاکا با ماهی، پیاز و گوجه‌فرنگی، که با برنج و فونگی سرو می‌شود.[۴]
- شیر ترش با پیران د میلو، ویژه اویگه، شیر ترش با آش ذرت.[۴]
- مافومه، گوشت قورباغه، ویژه در کونه[۴]
- ماریسکوس کزیدوس کُم گین‌دونگو، خرچنگ‌ها، میگوها و صدف‌ها که در آب دریا پخته می‌شوند و با برنج و سس تند سرو می‌شوند.[۴]
- موس د ماراکوجا، یک موس از میوه گل ساعتی که بومی برزیل است اما در آنگولا محبوب است.[۴]
- موفته د کاچوسو، ماهی کبابی، معمولاً تیلاپیا رودخانه‌ای، در سس غنی از پیاز، سرکه و ادویه‌جات، که به‌طور مختلف با لوبیا، مانیوک پخته شده، برنج، سیب‌زمینی شیرین یا فاروفا سرو می‌شود.[۴][۲]
- موکوا، میوه خشک درخت بائوباب، که معمولاً به بستنی تبدیل می‌شود.[۴]
- ملهو کرو، سس یا خمیر که با غذاهای دریایی و ماهی سرو می‌شود و از سیر، پیازچه، جعفری، زیره، نمک، سرکه و آب تهیه می‌شود.[۱۲]
- نگونگوه‌نا، آرد مانیوک تفت داده شده، شکر و شیر، یک غذای خوشمزه.[۴]
- پاپایا با شراب پورت.[۱۳][۱۴]
- پاوِ د جینگوبا، دسر کیک اسفونگیی بادام‌زمینی.[۴]
- پِ د موله‌که، آب‌نبات بادام‌زمینی و کارامل.[۴]
- کیابوس کُم کاماراو، میگوها با بامیه، سیر، پیاز و گوجه‌فرنگی، که با برنج سرو می‌شود.[۴]
- تارکو، شلغم با بادام‌زمینی، روغن نخل، گوجه‌فرنگی و پیاز، که در کنار گوشت یا ماهی سرو می‌شود.[۴]

## نوشیدنی‌ها

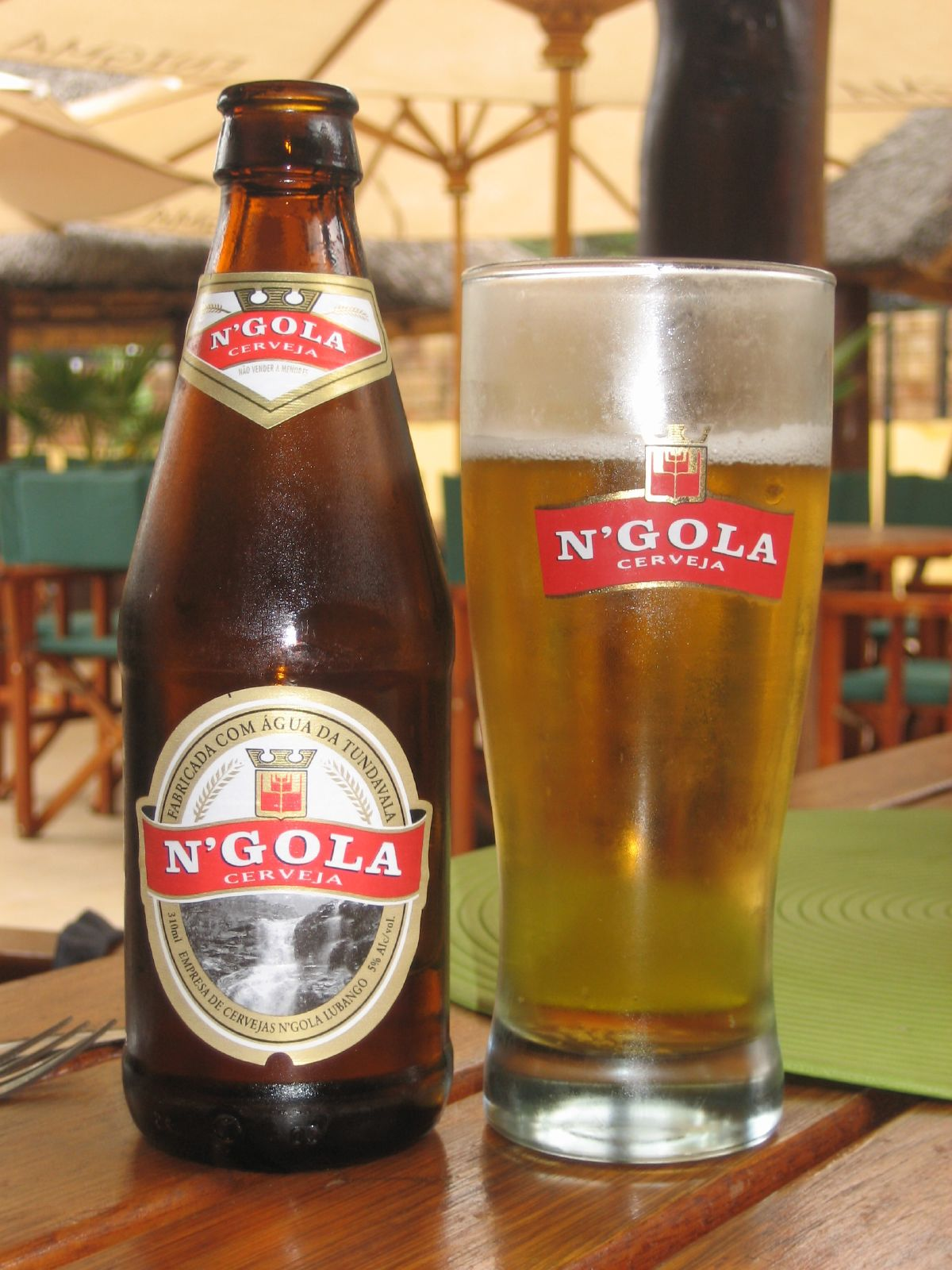
Cerveja N'Gola، یک آبجو آنگولا

چندین نوع نوشیدنی، هم نوشیدنی الکلی و هم غیر الکلی، در آنگولا رایج است.
در آنگولا انواع مختلفی از نوشیدنی‌های الکلی خانگی تهیه می‌شود، از جمله کاپاتیکا (تهیه شده از موز، ویژه کوانزا نورته)، کاپوروتو (تهیه شده از ذرت، ویژه مالانژه)، کازی یا کاکسیپمبه (تهیه شده از سیب‌زمینی و پوست مانیوک)، کیمبومبو (تهیه شده از ذرت)، مالووا یا اوسیسانگوا (تهیه شده از آب نخل، که گاهی به عنوان «شراب نخل» توصیف می‌شود، ویژه شمال آنگولا)، نگونگوه‌نا (تهیه شده از آرد مانیوک تفت داده شده) و والنده (تهیه شده از شکر، سیب‌زمینی شیرین، ذرت یا میوه‌ها، ویژه بیه). دیگر نوشیدنی‌ها شامل کاپوکا (وودکا خانگی)، اووینگندو (مِد تهیه شده از عسل) و ویسکی کُتا (ویسکی خانگی) است.
نوشیدنی‌های غیر الکلی محبوب شامل کیسانگوا، ویژه جنوب آنگولا، یک نوشیدنی غیر الکلی سنتی تهیه شده از آرد ذرت است که در مراسم درمانی بومی استفاده شده است. نوشیدنی‌های گازدار مانند کوکاکولا، پپسی، میرندا، اسپرایت و فانتا نیز محبوب هستند. در حالی که برخی از نوشیدنی‌های گازدار از آفریقای جنوبی، نامیبیا، برزیل و پرتغال وارد می‌شوند، صنعت نوشیدنی‌های گازدار آنگولا رشد کرده است و کارخانه‌های کوکاکولا در بوم جیزوس، استان بنگو و لوبانگو از سال ۲۰۰۰ افتتاح شده‌اند.
مونگوزو یک آب‌جو خانگی سنتی است که از مغزهای نخل تهیه می‌شود و ویژه لونداس (لوندای شمالی و لوندای جنوبی) است. مونگوزو توسط مردم چوکوه قبل از ورود اروپایی‌ها تهیه می‌شد و اکنون به صورت تجاری برای صادرات تولید می‌شود، از جمله به بلژیک، جایی که توسط شرکت وان استنبرگه تولید می‌شود.
انواع مختلفی از آب‌جوهای تجاری در آنگولا تولید می‌شود که قدیمی‌ترین آن کُکا است که در لواندا تولید می‌شود. دیگر آب‌جوها شامل اکا (تولید شده در دوندوی کوانزا نورته)، انگولا (تولید شده در لوبانگو) و نوکال (تولید شده در لواندا) هستند.